# Dembo (Camerún)
Dembo es una comuna camerunesa perteneciente al departamento de Bénoué de la región del Norte.
En 2005 tiene 15 816 habitantes, de los que 2284 viven en la capital comunal homónima.
Se ubica sobre la carretera P1, unos 40 km al norte de la capital regional Garua.

## Localidades
Comprende, además de Dembo, las siguientes localidades:
- Babessa
- Badjeroum
- Baonia Djallou
- Baparou
- Barnga
- Bori Centre
- Boul Boula
- Boulboulel
- Diri
- Diri Baparou
- Djalingo Maloumbe
- Djambaki
- Djamboutou I
- Djaouli Tranguine
- Djatoumi Village
- Djinni Baiti
- Djongou
- Dombol
- Dornomou
- Doum
- Gouloum
- Kodjolewol
- Kosseyel Mamma Ardo
- Laïndé Tchakoum
- Lirigo
- Lougga Wambabé
- Lougguerewol
- Matafalre
- Mayel Baharna
- Mayo Bani
- Mbalda
- Mbela
- Mboutou Dembo
- Nassarao
- Ndaram
- Ndonsa
- Pomori
- Sourou
- Taparé
- Tapawa
- Tchéboaré
- Tchéboré Baïnawaré
- Tchekal Sali
- Timbo I
- Timpil
- Tintinre
- Tola Sali
- Tonga Daledjé
- Tongo Djamboutou
- Walewol Barodé
- Windé Gandouo
- Wouro
- You